# Fritz Fleischer KG
 Fritz Fleischer KG  (нем. Geraer Karosserie- und Fahrzeugfabrik Fritz Fleischer) — автопроизводитель в ГДР, выпускавший автобусы и автобусные кузова в городе Гера (земля Тюрингия). С начала 60-х годов и до объединения двух Германий являлся единственным производителем автобусов в ГДР. Основателем и владельцем компании до 1972 года был Фриц Фляйшер (нем. Fritz Fleischer).

## История предприятия
Компания Фрица Фляйшера была создана в 1927 году в городе Гера и первоначально занималась строительством и ремонтом кузовов и производством прицепов. После войны вновь образованная Германская Демократическая Республика, на территории которой находился город Гера, столкнулась с нехваткой общественного транспорта, в частности автобусов. Единственным предприятием, производившим автобусы, было Народное Предприятие Автомобильный завод «Эрнст Грубе» (VEB Kraftfahrzeugwerk «Ernst Grube» Werdau) в городе Вердау, которое производило автобус марки IFA H6B.
Фриц Фляйшер, к этому времени имея богатый опыт в кузовостроении, спроектировал и построил в 1958 году на узлах и агрегатах автобуса H6B междугородные автобусы модели S1 и S2, отличавшиеся друг от друга длиной кузова и числом пассажирских мест. К этому времени Совет Экономической Взаимопомощи определил автобусное производство Венгрии, автомобилестроение же ГДР должно было специализироваться на производстве мало- и среднетоннажных грузовиков и легковых автомобилей. Поэтому производство автобусов в Вердау было прекращено, а Фляйшер выдал своё производство за исключительно автобусоремонтное. Тем не менее поставляемых из Венгрии автобусов «Икарус», особенно моделей для междугородних пассажирских перевозок стране не хватало и компания Фрица Фляйшера была подспорьем транспортникам ГДР.
В 1962 году для Восточно-Берлинской транспортной администрации Фляйшер построил большой городской автобус модели S3. К сожалению, в серийное производство автобус не пошел.
В 1970 году на замену автобусам модели S1 и S2 пришли модели S4 и S5, отличавшиеся от своих предшественников главным образом новыми кузовами. Кроме того на предприятии существовала реальная практика замены кузовов старым моделям при капитально-восстановительном ремонте, поэтому многие модели автобусов S1 и S2 в процессе такого ремонта получали кузова автобусов S4 и S5, но наименования их моделей оставалось прежним с добавлением литер (RU) от немецкого сложного слова Reparaturumbauten или восстановительный ремонт.
Несмотря на ощутимо приносимую пользу стране компания Fritz Fleischer KG и её владелец как и прочие «частники» подвергались прессингу со стороны властей ГДР. Фриц Фляйшер несколько месяцев находился в заключении. К тому же у предприятия были проблемы с поставкой комплектующих и прочих материалов, которые поставлялись производителями ГДР и из стран СЭВ. О налаживании контактов с западными поставщиками не могло идти и речи.
В 1972 году на последней волне национализации всех оставшихся частных компаний в ГДР предприятие Fritz Fleischer KG было национализировано и переименовано в Народное Предприятие кузовостроительный завод в городе Гера («VEB Karosseriebau Gera»). Спустя год Фриц Фляйшер был отстранен от ведения дел теперь уже на своем бывшем предприятии. После событий 1989 года и объединения двух Германий производство устаревших к этому времени автобусов Fleischer потеряло актуальность и в 1990 году предприятие было закрыто.

## Галерея

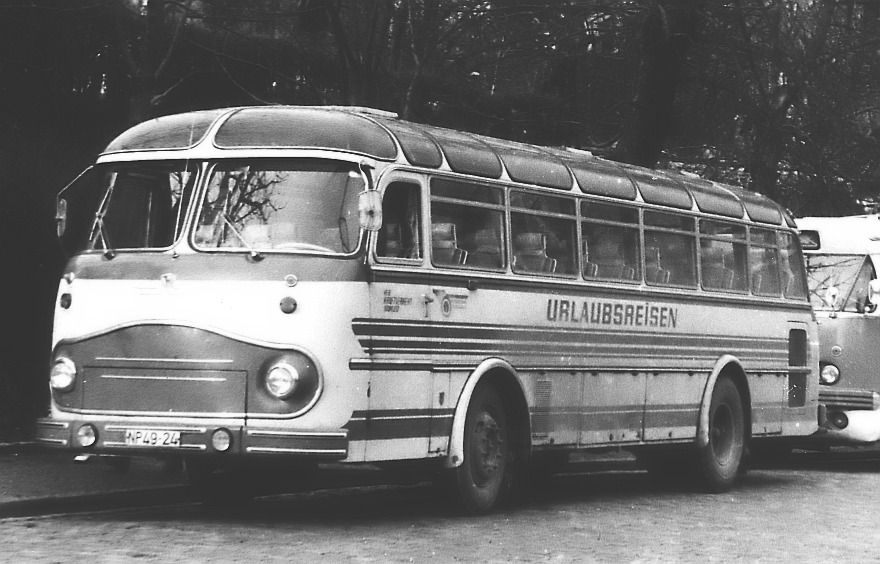
Fleischer S2 с оригинальным кузовом
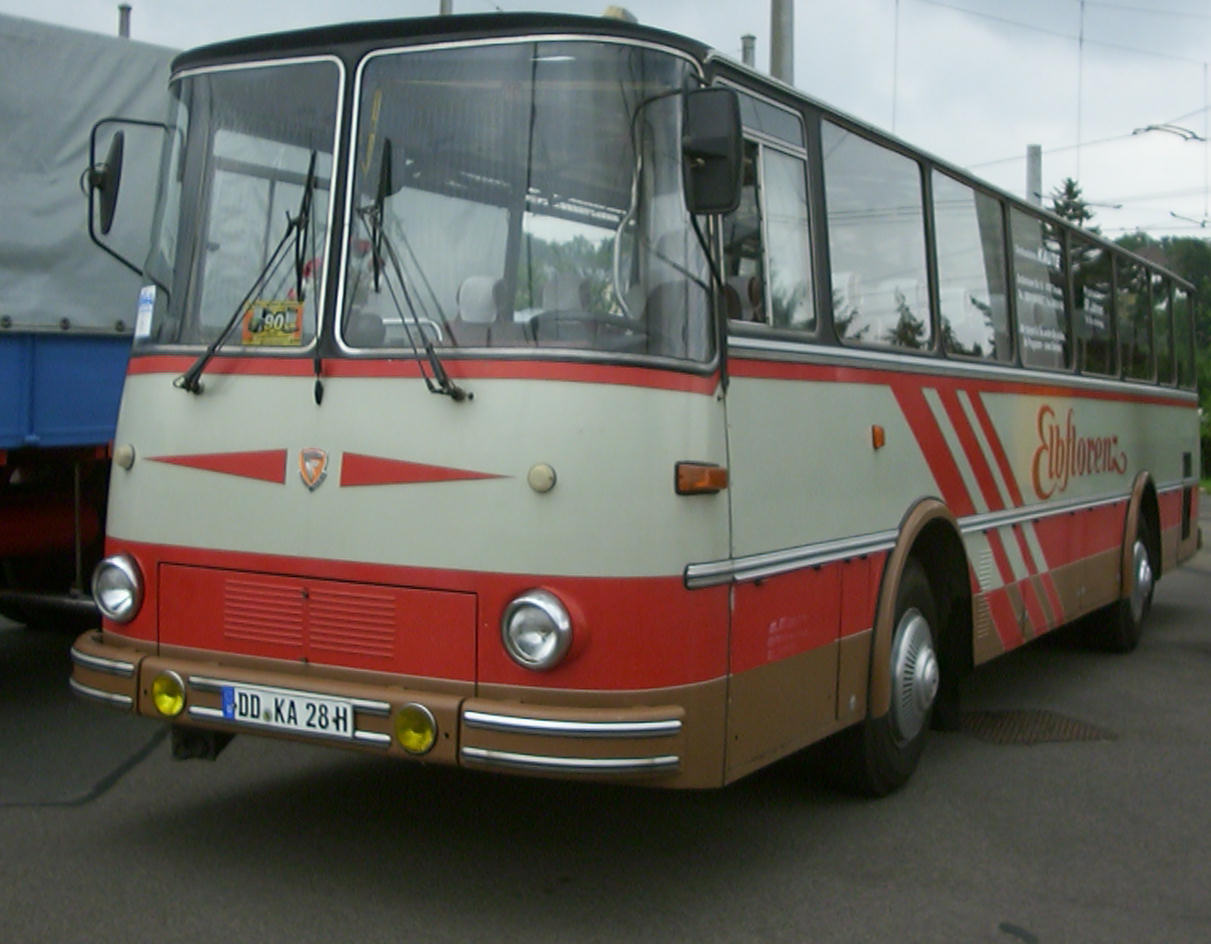
Автобус Fleischer S2 RU
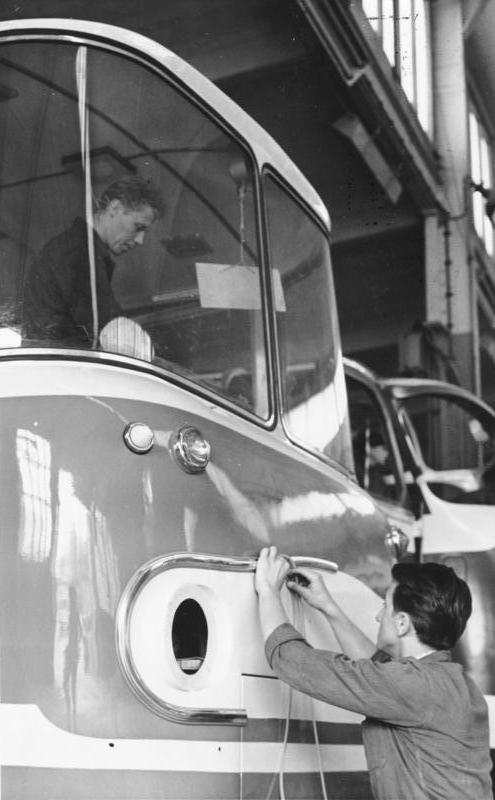
Сборка автобусов Fleischer
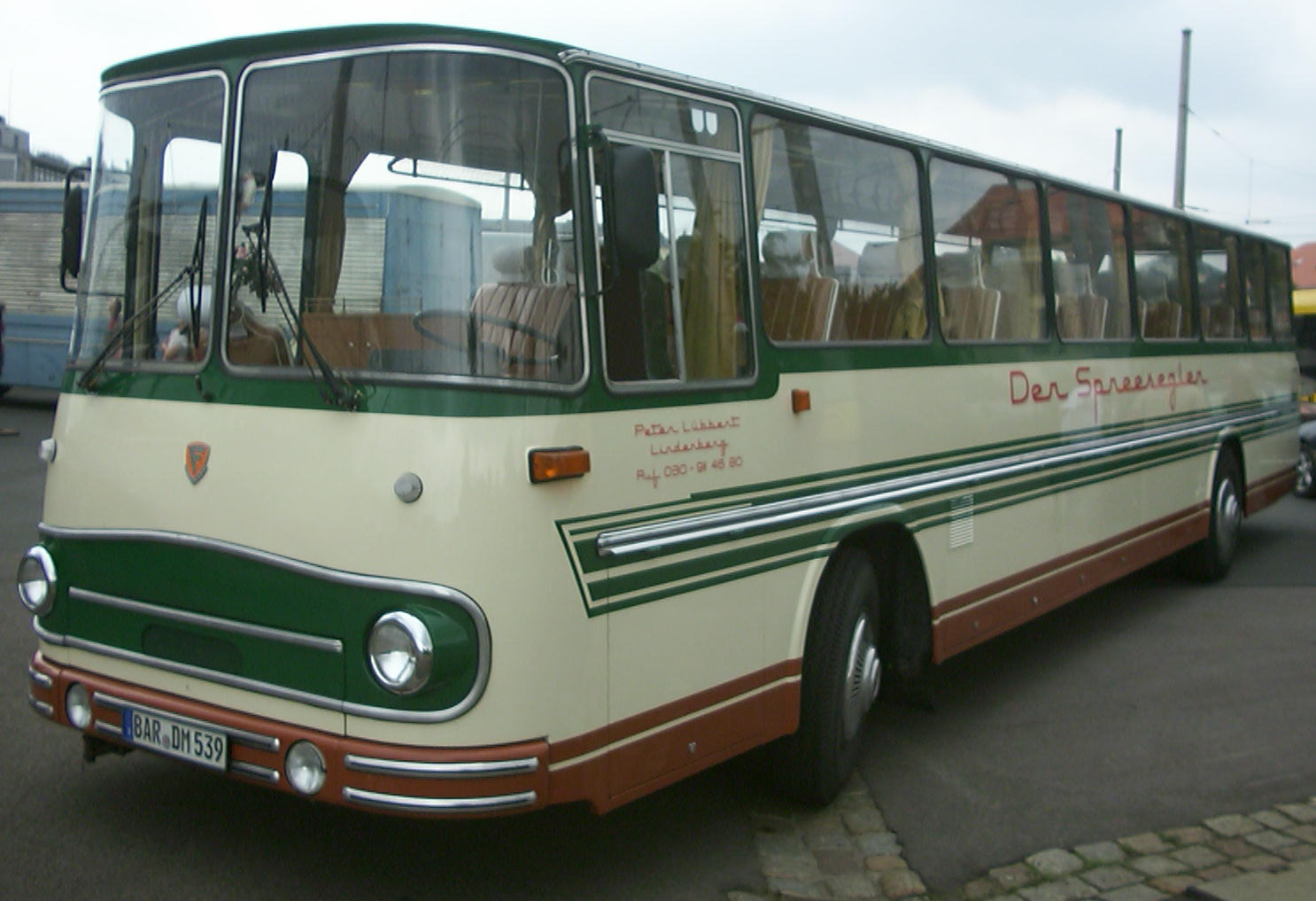
Автобус Fleischer S5
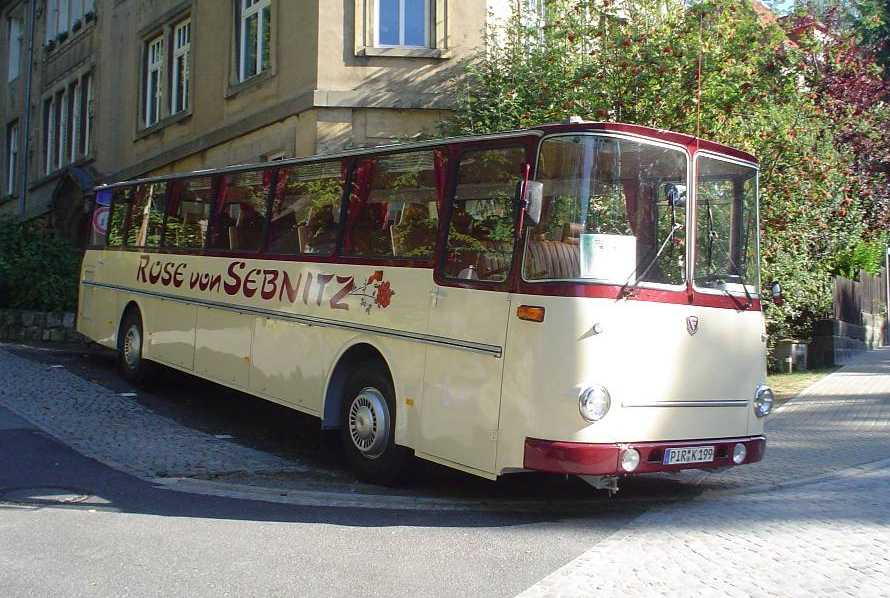